# Airmont (Nueva York)
Airmont es una villa ubicada en el condado de Rockland en el estado estadounidense de Nueva York. En el año 2000 tenía una población de 7799 habitantes y una densidad poblacional de 657 personas por km². Airmont se encuentra ubicada dentro del pueblo de Ramapo.

## Geografía
Airmont se encuentra ubicada en las coordenadas 41°5′57″N 74°6′0″O / 41.09917, -74.10000. Según la Oficina del Censo, la ciudad tiene un área total de 11,9 km² (4,6 mi²), de la cual 11,9 km² (4,6 mi²) es tierra y 0 km² (0 mi²) (0%) es agua.

## Demografía
Según la Oficina del Censo en 2000 los ingresos medios por hogar en la localidad eran de $87 678, y los ingresos medios por familia eran $97 960. Los hombres tenían unos ingresos medios de $67 663 frente a los $36 550 para las mujeres. La renta per cápita para la localidad era de $29 788. Alrededor del 3.3% de la población estaban por debajo del umbral de pobreza.